# Batalla de Los Colorados (1892)
La batalla de Los Colorados fue una acción militar en Venezuela, durante la Revolución Legalista que tuvo lugar entre el 3 y el 5 de octubre de 1892.

## Historia
Junto a la batalla de Boquerón, marcó el final de la campaña militar después del avance de Joaquín Crespo hacia Caracas al frente de más de 10 000 hombres y que los generales José Ignacio Pulido y Luciano Mendoza los esperaran en Los Teques. Mendoza, Pulido y Guillermo Tell Villegas Pulido se retiraron y abandonan Caracas el 6 de octubre.

### Consecuencias
La ciudad quedó desprotegida y bandas de saqueadores invaden las residencias de Raimundo Andueza Palacio, Pulido, Sarria y otros dirigentes del gobierno vencido, así como las oficinas del diario La Opinión Nacional. A las pocas horas, Crespo entra a la capital, marcando el triunfo de la Revolución Legalista.